# Brązy z Beninu

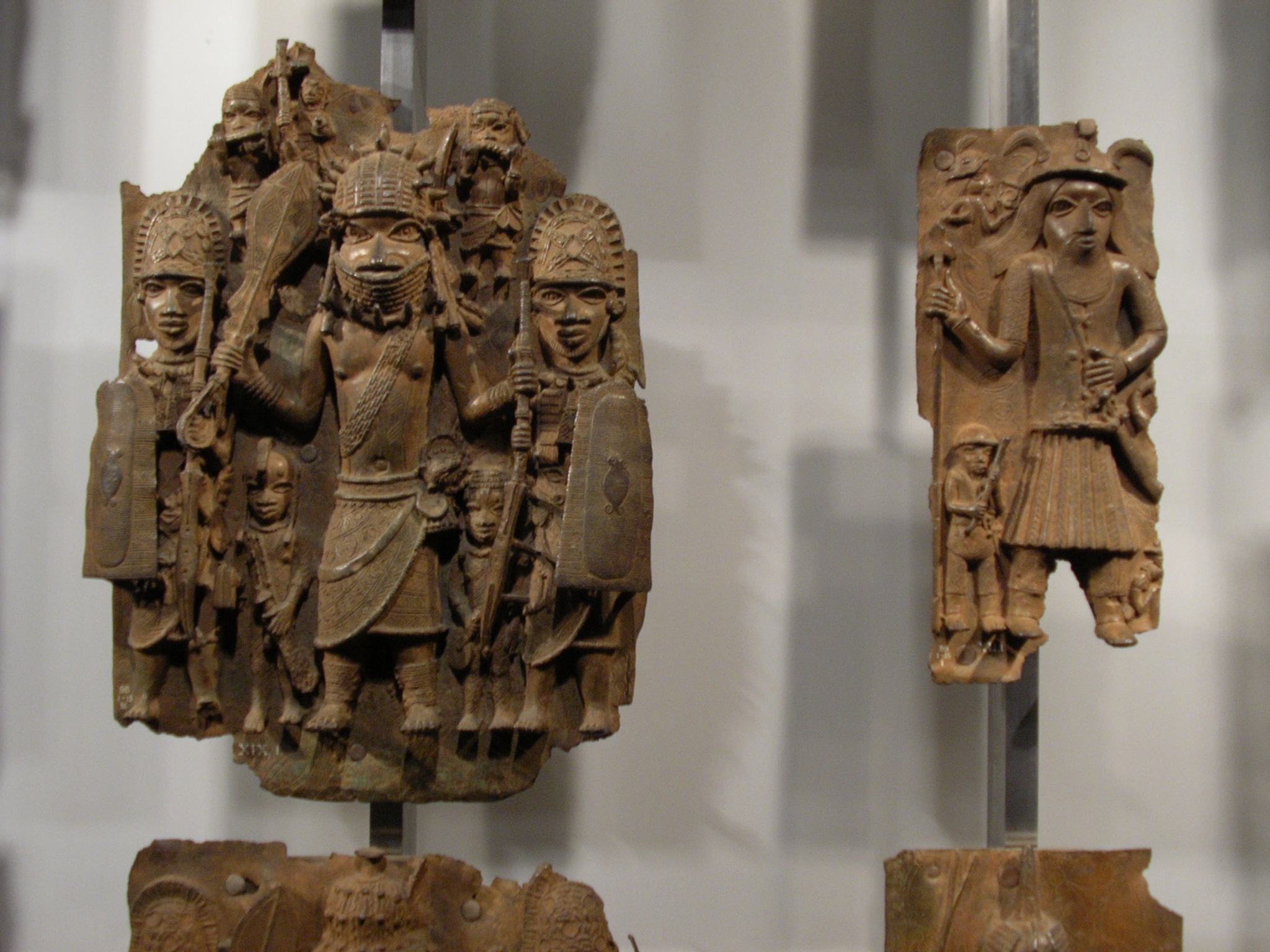
Brązy z Beninu

Brązy z Beninu – zwyczajowa nazwa odnosząca się do wytworów sztuki afrykańskiego Królestwa Benin, obecnie przechowywanych w British Museum w Londynie. Wbrew nazwie zwykle są to figurki odlewane lub ryte w mosiądzu. 
Dzieła te powstawały między XV a XIX wiekiem. Wytwory z Beninu cechuje nadzwyczajna precyzja wykonania (tamtejsze odlewy z brązu są niezwykle cienkie - ok. 2 mm grubości - i realistyczne); wykonywane były techniką traconego wosku. 
Brązy z Beninu to przede wszystkim bardzo realistyczne głowy, które zapewne spełniały funkcję komemoratywną (przedstawiały m.in. królów) oraz płytki, dokumentujące ważne wydarzenia z historii Beninu. Wszystko wskazuje na to, że była to sztuka dworska.
Styl beniński kontynuuje tradycję klasycznych dzieł sztuki z Ife. Możemy więc mówić tu o ciągłości sztuki sięgającej aż kultury Nok. Według miejscowych podań sztukę odlewania brązów przyniósł do Beninu z Ife legendarny Igueghane (w 1280 roku).
Brązy z Beninu, obok brązów z Ife, zalicza się do najwspanialszych osiągnięć sztuki afrykańskiej.